# Das Gesetz in der eigenen Hand
Das Gesetz in der eigenen Hand ist ein US-amerikanischer Western aus dem Jahr 1932 von D. Ross Lederman mit Tim McCoy in der Hauptrolle. Der Film wurde von Columbia Pictures produziert.

## Handlung
In der Stadt Eagle Pass zögert Sheriff Malcolm, Tim Clark von seinem Familienland, der Bar X Ranch, zu vertreiben, obwohl Landbaron Bob Russell der rechtmäßige Eigentümer zu sein scheint. Nachdem er seine Rancharbeiter Artie und Duke mit seinen letzten Ersparnissen bezahlt hat, geht Tim in einer nahe gelegenen Gegend auf die Suche nach Silber, in der Hoffnung, eines Tages seine Familienranch zurückzugewinnen, die durch übermäßige Kreditaufnahme verloren gegangen ist. Nachdem er sein neues Fohlen bei der Tochter seines Nachbarn, Betty Owen, in die er verliebt ist, zurückgelassen hat, beginnt er, viele heiße, entmutigende Tage lang zu schürfen. Von Betty erhält er nicht einen Brief.
Zwei Jahre vergehen, und Betty, deren Vater inzwischen gestorben ist, soll zur Heirat mit Russell gezwungen werden. Gerade als Russell Betty erzählt, dass Tim ein Gesetzloser geworden ist, reitet Tim, der aus einer Schusswunde blutet, die er von Russells Handlanger Jiggs Tyler erlitten hat, herbei und fordert Russell auf, wegzugehen. Am nächsten Tag reitet Tim in die Stadt, um die 10.000 Dollar zu besorgen, die Betty Russell zahlen muss, um ihn daran zu hindern, die Bridle Bit Ranch zu übernehmen. In dieser Nacht wird das Expressbüro von Wells Fargo ausgeraubt und der anwesende Angestellte getötet. Auf Russells Anregung hin reitet eine Truppe hinter Tim her, der darauf besteht, dass er im Expressbüro war, um einem Freund Geld zu überweisen. Als Tim erkennt, dass ihm der Raub und Mord angehängt wird, flieht er mit vorgehaltener Waffe. Russell fordert unterdessen die sofortige Zwangsvollstreckung der Bridle Bit Ranch, aber Tim kehrt mit den 10.000 Dollar zurück, sodass das Anwesen in Bettys Besitz bleibt.
Tim wird verhaftet, aber Betty kann ihn auf Kaution aus dem Gefängnis holen, indem sie ein ausgetrocknetes Flussbett auf ihrem Land als Sicherheit zur Verfügung stellt. Im Saloon sagt Russell seinem Verbündeten Zink Yocum, dass Tim getötet werden müsse. Im Büro von Wells Fargo findet Tim einen übersehenen Hinweis, ein Stück Papier mit dem Abdruck von Yocums Metallabsatz. Yocum versucht zu fliehen, wird aber von Tim angeschossen. Russell versucht verzweifelt, Tim aus dem Weg zu räumen, und schmiedet mit Bendix, dem verräterischen Hilfssheriff, Pläne, um Tim in eine Lage zu bringen, in der er wegen Widerstands gegen die Festnahme erschossen werden kann. Tim erzählt dem Sheriff unterdessen, dass er beim Goldschürfen Gold gefunden hat. Der Sheriff erklärt ihm, dass er seinen Anspruch in Gold City registrieren muss. Tim ist misstrauisch, als Bendix ihn Minuten später festnehmen will, und überlistet dann sowohl Bendix als auch Russell, als sie ihn in einen Hinterhalt locken wollen. Nachdem Russell auf Bendix geschossen hat und Tim Russell tötet, gesteht der sterbende Bendix, dass Russell das Expressbüro ausgeraubt hat und dass die Bar X Ranch illegal enteignet wurde. Als rechtmäßiger Besitzer der Bar X Ranch plant Tim mit Betty die Hochzeit.

## Hintergrund
Gedreht wurde der Film vom 6. bis zum 11. April 1932.

## Veröffentlichung
Die Premiere des Films fand am 8. Juni 1932 statt. In der Bundesrepublik Deutschland erschien er am 13. September 2019 auf DVD.

## Kritiken
Der Kritiker des TV Guide fand die Geschichte simpel. Der Film sei keiner von McCoys besten Auftritten, der aber die dürftige Handlung durch seine Energie wettmache.